# Guanomyces
Guanomyces är ett släkte av svampar. Guanomyces ingår i ordningen Sordariales, klassen Sordariomycetes, divisionen sporsäcksvampar och riket svampar.
|            | Lasiosphaeriaceae                      |
|            |                                        |
|            | Helminthosphaeriaceae                  |
|            |                                        |
|            | Sordariaceae                           |
|            |                                        |
|            | Chaetomiaceae                          |
|            |                                        |
|            | Cephalothecaceae                       |
|            |                                        |
|            | Ophiostomella                          |
|            |                                        |
|            | Madurella                              |
|            |                                        |
|            | Pleurothecium                          |
|            |                                        |
|            | Conioscyphascus                        |
|            |                                        |
|            | Ramophialophora                        |
|            |                                        |
|            | Ascotaiwania                           |
|            |                                        |
| Guanomyces | \| \| Guanomyces polythrix \| \| \| \| |
|            | \| \| Guanomyces polythrix \| \| \| \| |
|            | Roselliniella                          |
|            |                                        |
|            | Carpoligna                             |
|            |                                        |
|            | Fluminicola                            |
|            |                                        |
|            | Ascolacicola                           |
|            |                                        |
|            | Clohiesia                              |
|            |                                        |
|            | Melanocarpus                           |
|            |                                        |
|            | Phaeosporis                            |
|            |                                        |
|            | Utriascus                              |
|            |                                        |
|            | Diplogelasinospora                     |
|            |                                        |
|            | Scopinella                             |
|            |                                        |
|            | Conioscypha                            |
|            |                                        |
|            | Brachysporiella                        |
|            |                                        |
|            | Rhexosporium                           |
|            |                                        |
|            | Bombardiella                           |
|            |                                        |
|            | Reconditella                           |
|            |                                        |
|            | Effetia                                |
|            |                                        |
|            | Guanomyces polythrix                   |
|            |                                        |

|  | Guanomyces polythrix |
|  |                      |